# أحمد فؤاد الأهواني
أحمد فؤاد الأهواني (12 أكتوبر 1908- 12 مارس 1970)، فيلسوف مصري. وأحد رواد الفلسفة وعلم النفس في العالم العربي.

## حياته
تخرج في كلية الآداب بجامعة القاهرة عام 1929، حصل على شهادة الدكتوراه عام 1942، عمل معلمًا في مدرسة ثانوية، وأصبح مدرسًا بكلية الآداب عام 1946، ثم أستاذ مساعد عام 1950، وأخيرًا رئيس لقسم الفلسفة بكلية الآداب جامعة القاهرة عام 1965.
له العديد من المؤلفات المهمة في علم الفلسفة ومنها: (كتاب معاني الفلسفة، كتاب في عالم الفلسفة، كتاب فجر الفلسفة اليونانية، التربية في الإسلام - رسالة الدكتوراه -، كتاب الكندي فيلسوف العرب). كتب العديد من المقالات في عدد من الصحف كالرسالة والثقافة وغيرهما.

## الوظائف التي شغلها
- مدرس بالمدارس الثانوية بوزارة المعارف
- مفتش بالمدارس الثانوية بوزارة المعارف
- مدرس بكلية الآداب جامعة القاهرة اعتبارًا من 1/7/1946
- أستاذ مساعد 1950
- أستاذ كرسي الفلسفة الإسلامية 1958
- رئيس قسم الفلسفة 1965

## أهم مؤلفاته
- الفلسفة الإسلامية
- معاني الفلسفة
- في عالم الفلسفة
- فجر الفلسفة اليونانية
- التربية في الإسلام (رسالة الدكتوراه)
- الكندي: فيلسوف العرب
- ابن سينا أحوال النفس رسالة في النفس وبقائها ومعادها (تحقيق:د.أحمد فؤاد الأهواني).
- الخوف.[3]